# حاجی‌لک
حاجی‌لک، روستایی از توابع بخش سیمینه شهرستان بوکان در استان آذربایجان غربی ایران است. 
زبان مردم این روستا  کردی سورانی است.

## جمعیت
این روستا در دهستان آختاچی‌محالی قرار دارد و براساس سرشماری مرکز آمار ایران در سال ۱۳۸۵، جمعیت آن ۷۴۹ نفر (۱۵۳ خانوار) بوده‌است.